# 1967 Singles Sampler
Compilations de Pink Floyd
Shine On (coffret de Pink Floyd)
(1992) Echoes: The Best of Pink Floyd
(2001)
1967 Singles Sampler est une compilation non officielle de Pink Floyd. Elle contient les trois premiers singles du groupe. Elle sortit en 1997 afin de célébrer le trentième anniversaire du groupe. À noter qu'il est aussi appelé Singles Sampler et même The First Singles.

## Liste des titres
1. Arnold Layne - 2:55 (Syd Barrett)
2. Candy and a Currant Bun - 2:46 (Barrett)
3. See Emily Play - 2:54 (Barrett)
4. Scarecrow - 2:09 (Barrett)
5. Apples and Oranges  - 3:05 (Barrett)
6. Paintbox- 3:47 (Richard Wright)